# Айхер, Эмма
Эмма Айхер (нем. Emma Aicher; род. 13 ноября 2003, Сундсвалль) — немецкая горнолыжница, серебряный призёр зимних Олимпийских игр 2022 года, бронзовый призёр чемпионата мира 2021 года, победительница этапа Кубка мира.

## Биография и спортивная карьера
Эмма родилась в семье немца и мамы шведки, выросла в Сундсвалле, где начала кататься на лыжах и вступила в местный лыжный клуб. Позже переехала с родителями в Энгельберг в Швейцарию, а затем вновь вернулась в родной Сундсвалль.
В марте 2019 года Айхер выиграла слалом среди девушек до 16 лет в рамках Кубка FIS среди юниорок, представляя Швецию. В том же году она приняла участие в своих первых гонках FIS. В 2020 году Эмма вступила в немецкую лыжную ассоциацию, выбрав наилучшие условия для тренировок в Альпах. Дебютировала на этапе Кубка Европы в декабре 2020 года, а впервые поднялась на подиум в слаломе в январе 2021 года.
В 2021 году Айхер представляла Германию на чемпионате мира в Италии, где завоевала бронзовую медаль в командных соревнованиях. В ноябре 2021 года Эмма дебютировала на этапе Кубке мира в параллельном гигантском слаломе в Австрии.
На Олимпийских играх 2022 года принимала участие в слаломном спуске и заняла итоговое 18-е место. В гигантском слаломе была 21-й. В командных соревнованиях в составе немецкой сборной стала серебряным призёром Олимпийских игр.
На чемпионате мира 2025 года в Зальбахе заняла 6-е место в скоростном спуске и 6-е место в супергиганте.
28 февраля 2025 года впервые в карьере попала в тройку лучших на этапе Кубка мира, заняв второе место в скоростном спуске в Квитфьелле. На следующий день там же выиграла скоростной спуск, одержав первую в карьере победу на этапах Кубка мира. 13 марта выиграла супергигант в Ла-Тюиле.

## Выступления на крупнейших соревнованиях

### Зимние Олимпийские игры
| Олимпийские игры | Скоростной спуск | Супергигант | Гигантский слалом | Слалом | Комбинация | Команды |
| ---------------- | ---------------- | ----------- | ----------------- | ------ | ---------- | ------- |
| 2022 Пекин       | —                | —           | 21                | 18     | —          | 2       |

### Чемпионаты мира
| Чемпионат мира         | Скоростной спуск | Супергигант | Гигантский слалом | Слалом | Комбинация | Команды | Паралл. гигантский слалом |
| ---------------------- | ---------------- | ----------- | ----------------- | ------ | ---------- | ------- | ------------------------- |
| 2021 Кортина-д’Ампеццо | —                | —           | —                 | DNF2   | —          | 3       | 19                        |
| 2023 Мерибель          | DNF              | —           | 31                | 21     | 8          | —       | —                         |
| 2025 Зальбах           | 6                | 6           | 23                | DNF1   | 17         | —       | н/д                       |

#### Победы на этапах Кубка мира (2)
| № | Сезон   | Дата         | Место     | Дисциплина           |
| - | ------- | ------------ | --------- | -------------------- |
| 1 | 2024/25 | 1 март 2025  | Квитфьелл | Скоростной спуск (1) |
| 2 | 2024/25 | 13 март 2025 | Ла-Тюиль  | Супергигант (1)      |